# Francesco Dall'Olio
Francesco Dall'Olio, né le 30 décembre 1953 à Modène en Italie, est un joueur puis entraîneur italien de volley-ball. Il mesure 1,86 m et jouait passeur. Il totalise 243 sélections en équipe nationale d'Italie.

## Joueur

### Clubs
| Club        | Pays   | De        | À         |
| ----------- | ------ | --------- | --------- |
| Modène      | Italie | 1972-1973 | 1980-1981 |
| Milan       | Italie | 1981-1982 | 1982-1983 |
| Modène      | Italie | 1983-1984 | 1985-1986 |
| Catane      | Italie | 1986-1987 | 1986-1987 |
| Bologne     | Italie | 1987-1988 | 1988-1989 |
| Spolète     | Italie | 1989-1990 | 1989-1990 |
| Montichiari | Italie | 1990-1991 | 1991-1992 |
| Bologne     | Italie | 1992-1993 | 1993-1994 |
| Modène      | Italie | 1994-1995 | 1994-2005 |

### Palmarès
- Championnat d'Italie : 1995
- Coppa Italia : 1979, 1980, 1985
- Coupe des Coupes : 1980, 1991, 1992, 1995

## Entraîneur

### Clubs
| Club            | Pays   | De        | À         |
| --------------- | ------ | --------- | --------- |
| Gioia del Colle | Italie | 1995-1996 | 1995-1996 |
| Ferrare         | Italie | 1996-1997 | 1996-1997 |
| Modène          | Italie | 1997-1998 | 1997-1998 |
| Parme           | Italie | 1998-1999 | 1998-1999 |
| Ferrare         | Italie | 1999-2000 | 2000-2001 |
| Asti            | Italie | 2001-2002 | 2001-2002 |
| Padoue          | Italie | 2002-2003 | 2004-2005 |
| Piacenza        | Italie | 2005-2006 |           |

### Palmarès
- Coppa Italia : 1998
- Supercoppa Italia : 1997
- Ligue des champions : 1998